# Bisdom Saskatoon
Het bisdom Saskatoon (Latijn: Dioecesis Saskatoonensis) is een rooms-katholiek bisdom met als zetel Saskatoon, in Canada. Het bisdom is suffragaan aan het aartsbisdom Regina. 

## Geschiedenis
Het bisdom werd opgericht op 9 juni 1933, uit delen van het aartsbisdom Regina en het bisdom Prince-Albert-Saskatoon. 

## Parochies
Het bisdom had in 2020 een oppervlakte van 44.800 km2 en telde 353.310 inwoners waarvan 28,8% rooms-katholiek was.

## Bisschoppen
- Gerald C. Murray (21 december 1933 - 22 januari 1944)
- Philip Francis Pocock (7 april 1944 - 6 augustus 1951)
- Francis Joseph Klein (28 februari 1952 - 25 februari 1967)
- James Patrick Mahoney (20 september 1967 - 2 maart 1995)
- James Vernon Weisgerber (7 maart 1996 - 7 juni 2000)
- Albert LeGatt (26 juli 2001 - 3 juli 2009)
- Donald Joseph Bolen (21 december 2009 - 11 juli 2016)
- Mark Andrew Hagemoen (12 september 2017 - heden)

## Galerij van afbeeldingen

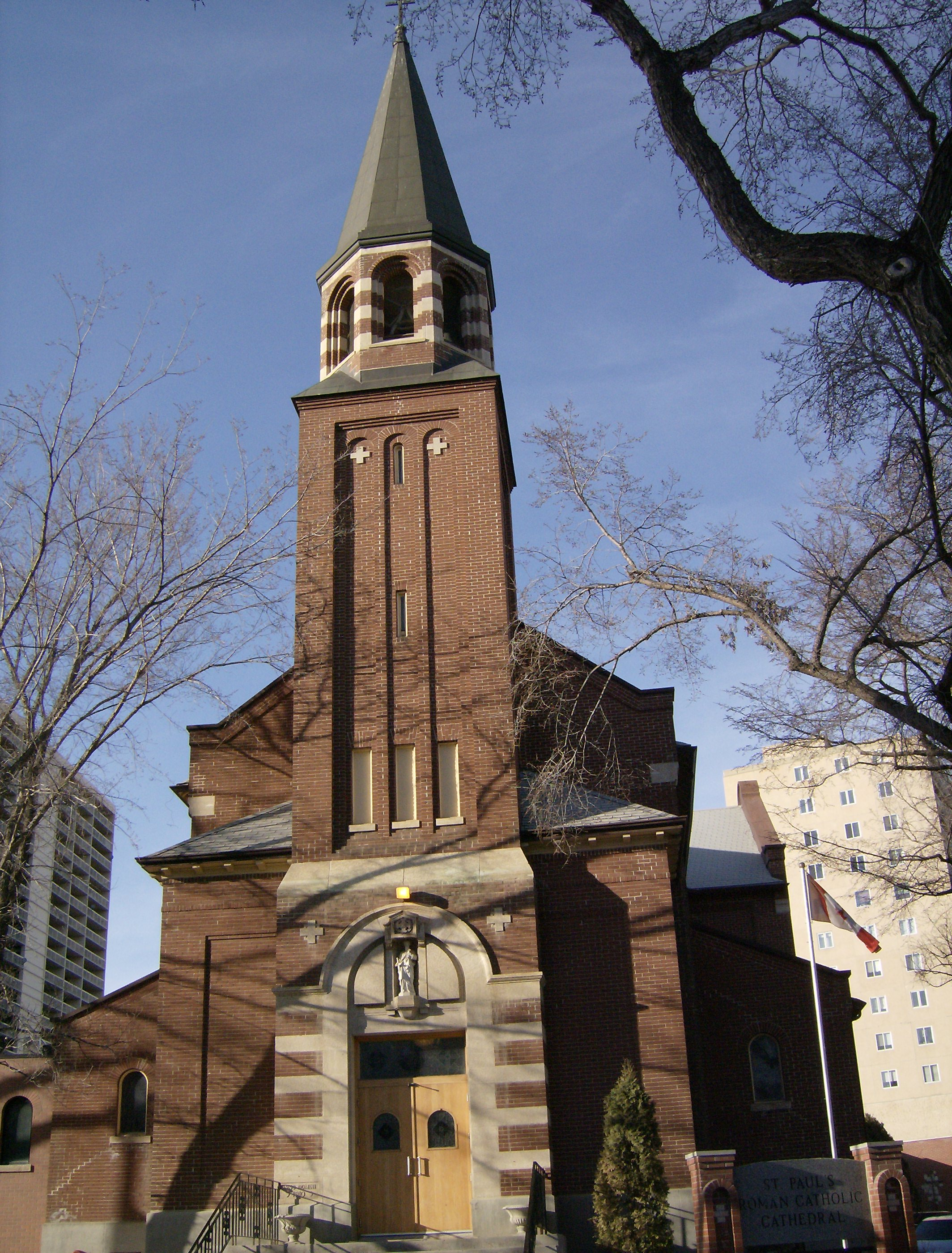
Cokathedraal in Saskatoon

Regina (aartsbisdom) · Prince-Albert · Saskatoon
Voormalig: Gravelbourg